# Kristina Thomsen
Kristina Thomsen (ur. 1 grudnia 1991) – duńska pływaczka, specjalizująca się głównie w stylu grzbietowym. 
Mistrzyni Europy na krótkim basenie z Chartres (2012) w sztafecie 4 x 50 m stylem zmiennym.